# Musse Herred

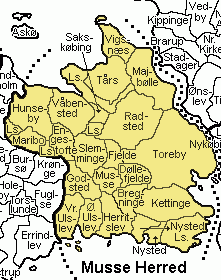
Musse Herred

Musse Herred was een herred in het voormalige Maribo Amt in Denemarken. Musse wordt in Kong Valdemars Jordebog vermeld als  Mossæhæreth. De herred omvat het oostelijke deel van het eiland Lolland. Het gebied werd in 1970 deel van de nieuwe provincie Storstrøm.

## Parochies
Naaste de steden Maribo, Nysted en Sakskøbing omvatte Musse oorspronkelijk 20 parochies.
- Bregninge
- Døllefjelde
- Engestofte
- Fjelde
- Godsted
- Herritslev
- Hunseby
- Kettinge
- Majbølle
- Maribo Domsogn
- Musse
- Nysted
- Radsted
- Sakskøbing
- Slemminge
- Toreby
- Tårs
- Vantore
- Vester Ulslev
- Vigsnæs
- Våbensted
- Øster Ulslev